# سیتمپیکی
سیتمپیکی (به لاتین: Sitampiky) یک منطقهٔ مسکونی در ماداگاسکار است که در آمباتو-بونی واقع شده‌است.
 سیتمپیکی  ۲۱٬۰۰۰ نفر جمعیت دارد و ۱۱۵ متر بالاتر از سطح دریا واقع شده‌است.